# Giovanni III Crispo
Giovanni III Crispo (1450 - 1494), era hijo de Francesco II Crispo y hermano de Giacomo III Crispo. Fue el decimoctavo duque de Naxos, barón de Astrogidis, señor de Milos, de Santorini, Delos, Siros, Astipalea, y co-señor de Amorgos. Sucedió a su hermano en 1480.
Se casó con Catalina Morosini. Dejó un hijo, Francesco III Crispo, que lo sucedió.